# Xochitl Gomez
Xochitl Gomez (Los Angeles, 29 d'abril de 2006) és una actriu estatunidenca. És coneguda per interpretar America Chavez a la pel·lícula de l'univers cinematogràfic de Marvel Doctor Strange in the Multiverse of Madness (2022). També ha interpretat Dawn Schafer a la primera temporada de la sèrie de Netflix The Baby-Sitters Club (2020).

## Primers anys
Gomez va néixer a Los Angeles (Califòrnia), de pares d'ascendència mexicana. El seu nom Xóchitl significa "flor" en nàhuatl, una llengua indígena de Mèxic.

## Carrera
Gomez va començar a actuar amb cinc anys en musicals locals. Abans d'aparèixer a The Baby-Sitters Club, Gomez va tenir papers a les sèries de televisió Gentefied, Raven's Home i You're the Worst. El 2020, Gomez va guanyar un premi Young Artist per a l'artista adolescent de repartiment pel seu treball a la pel·lícula del 2019, Shadow Wolves. Més endavant aquell any, es va anunciar que Gomez interpretaria America Chavez a Doctor Strange in the Multiverse of Madness. El març de 2021, Netflix va reinterpretar el paper de Dawn Schafer a la segona temporada de The Baby-Sitters Club a causa dels problemes de programació amb Gomez quan gravava Doctor Strange in the Multiverse of Madness.

## Vida personal
Gomez es va manifestar en suport del moviment Black Lives Matter i va formar part de la Marxa de les Dones del 2017.

## Filmografia seleccionada

### Cinema
| Any  | Títol                                       | Paper          | Notes                                           |
| ---- | ------------------------------------------- | -------------- | ----------------------------------------------- |
| 2019 | Shadow Wolves                               | Chucky         |                                                 |
| 2021 | Boob Sweat                                  | Francis        | Curtmetratge; citada com a Xochitl Gomez-Deines |
| 2022 | Doctor Strange in the Multiverse of Madness | America Chavez |                                                 |

### Televisió
| Any  | Títol                 | Paper               | Notes                                                 |
| ---- | --------------------- | ------------------- | ----------------------------------------------------- |
| 2018 | Raven's Home          | Periodista d'escola | Episodis: "Winners and Losers", "Raven's Home: Remix" |
| 2019 | You're the Worst      | Eclipse Kid         | Episodi: "The Pillars of Creation"                    |
| 2020 | Gentefied             | Ana, jove           | Episodi: "Brown Love"                                 |
| 2020 | The Baby-Sitters Club | Dawn Schafer        | Paper protagonista (primera temporada), 7 episodis    |

## Premis i nominacions
| Any  | Premi              | Categoria                         | Obra          | Resultat   | Ref.   |
| ---- | ------------------ | --------------------------------- | ------------- | ---------- | ------ |
| 2020 | Premi Young Artist | Artista adolescent de repartiment | Shadow Wolves | Guanyadora | [ 10 ] |